# Lom (okres Tábor)
Lom (Duits: Lom) is een Tsjechische gemeente in de regio Zuid-Bohemen, en maakt deel uit van het district Tábor.
Lom telt 145 inwoners.
Balkova Lhota ·
Bečice ·
Bechyně ·
Běleč ·
Borkovice ·
Borotín ·
Bradáčov ·
Březnice ·
Budislav ·
Černýšovice ·
Dírná ·
Dlouhá Lhota ·
Dobronice u Bechyně ·
Dolní Hořice ·
Dolní Hrachovice ·
Drahov ·
Dráchov ·
Dražice ·
Dražičky ·
Drhovice ·
Haškovcova Lhota ·
Hlasivo ·
Hlavatce ·
Hodětín ·
Hodonice ·
Chotěmice ·
Chotoviny ·
Choustník ·
Chrbonín ·
Chýnov ·
Jedlany ·
Jistebnice ·
Katov ·
Klenovice ·
Komárov ·
Košice ·
Košín ·
Krátošice ·
Krtov ·
Libějice ·
Lom ·
Malšice ·
Mažice ·
Meziříčí ·
Mezná ·
Mladá Vožice ·
Mlýny ·
Myslkovice ·
Nadějkov ·
Nasavrky ·
Nemyšl ·
Nová Ves u Chýnova ·
Nová Ves u Mladé Vožice ·
Oldřichov ·
Opařany ·
Planá nad Lužnicí ·
Pohnánec ·
Pohnání ·
Pojbuky ·
Přehořov ·
Psárov ·
Radenín ·
Radětice ·
Radimovice u Tábora ·
Radimovice u Želče ·
Radkov ·
Rataje ·
Ratibořské Hory ·
Rodná ·
Roudná ·
Řemíčov ·
Řepeč ·
Řípec ·
Sedlečko u Soběslavě ·
Sezimovo Ústí ·
Skalice ·
Skopytce ·
Skrýchov u Malšic ·
Slapsko ·
Slapy ·
Smilovy Hory ·
Soběslav ·
Stádlec ·
Sudoměřice u Bechyně ·
Sudoměřice u Tábora ·
Sviny ·
Svrabov ·
Šebířov ·
Tábor ·
Třebějice ·
Tučapy ·
Turovec ·
Ústrašice ·
Val ·
Vesce ·
Veselí nad Lužnicí ·
Vilice ·
Vlastiboř ·
Vlčeves ·
Vlkov ·
Vodice ·
Zadní Střítež ·
Záhoří ·
Zálší ·
Zhoř u Mladé Vožice ·
Zhoř u Tábora ·
Zlukov ·
Zvěrotice ·
Želeč ·
Žíšov